# Liste der Resolutionen des UN-Sicherheitsrates (2005)
Diese Liste der Resolutionen des UN-Sicherheitsrates nennt die 71 vom Sicherheitsrat der Vereinten Nationen im Jahr 2005 verabschiedeten Resolutionen.
| Nummer | Beschluss vom | Gegenstand | Mission |
| ------ | ------------- | --- | ------- |
| 1581   | 18. Januar    | Internationaler Gerichtshof für das frühere Jugoslawien                                                                            |         |
| 1582   | 28. Januar    | Situation in Georgien |         |
| 1583   | 28. Januar    | Verurteilung von Gewaltakten entlang der Blauen Linie zwischen Libanon und Israel.                                                 |         |
| 1584   | 1. Februar    | Situation in der Elfenbeinküste |         |
| 1585   | 10. März      | Situation im Sudan. Verlängerung der Mission UNAMIS.                                                                               |         |
| 1586   | 14. März      | Situation zwischen Äthiopien und Eritrea                                                                                           |         |
| 1587   | 15. März      | Situation in Somalia |         |
| 1588   | 17. März      | Situation im Sudan Verlängerung der Mission UNAMIS.                                                                                |         |
| 1589   | 24. März      | Situation in Afghanistan |         |
| 1590   | 24. März      | Situation im Sudan, Aufstellung der Mission UNMIS.                                                                                 |         |
| 1591   | 29. März      | Situation im Sudan |         |
| 1592   | 30. März      | Situation in der Demokratischen Republik Kongo                                                                                     |         |
| 1593   | 31. März      | Situation im Sudan. Einbeziehung des Internationalen Strafgerichtshofs.                                                            |         |
| 1594   | 4. April      | Situation in der Elfenbeinküste |         |
| 1595   | 7. April      | Situation im Nahen Osten |         |
| 1596   | 18. April     | Situation in der Demokratischen Republik Kongo                                                                                     |         |
| 1597   | 20. April     | Internationaler Gerichtshof für das frühere Jugoslawien                                                                            |         |
| 1598   | 28. April     | Situation in der Westsahara |         |
| 1599   | 28. April     | Situation in Ost-Timor |         |
| 1600   | 4. Mai        | Situation in der Elfenbeinküste |         |
| 1601   | 31. Mai       | Situation in Haiti |         |
| 1602   | 31. Mai       | Situation in Burundi |         |
| 1603   | 3. Juni       | Situation in der Elfenbeinküste |         |
| 1604   | 15. Juni      | Situation auf Zypern |         |
| 1605   | 17. Juni      | Situation im Nahen Osten |         |
| 1606   | 20. Juni      | Situation in Burundi |         |
| 1607   | 21. Juni      | Situation in Liberia |         |
| 1608   | 22. Juni      | Situation in Haiti |         |
| 1609   | 24. Juni      | Situation in der Elfenbeinküste |         |
| 1610   | 30. Juni      | Situation in Liberia |         |
| 1611   | 7. Juli       | Bedrohung des Friedens und der Sicherheit durch den internationalen Terrorismus                                                    |         |
| 1612   | 26. Juli      | Kinder und bewaffnete Konflikte |         |
| 1613   | 26. Juli      | Internationaler Gerichtshof für das frühere Jugoslawien                                                                            |         |
| 1614   | 29. Juli      | Situation im Nahen Osten |         |
| 1615   | 29. Juli      | Situation in Georgien |         |
| 1616   | 29. Juli      | Situation in der Demokratischen Republik Kongo                                                                                     |         |
| 1617   | 29. Juli      | Bedrohung des Friedens und der Sicherheit durch den internationalen Terrorismus                                                    |         |
| 1618   | 4. August     | Bedrohung des Friedens und der Sicherheit durch den internationalen Terrorismus                                                    |         |
| 1619   | 11. August    | Situation im Irak |         |
| 1620   | 31. August    | Situation in Sierra Leone |         |
| 1621   | 6. September  | Situation in der Demokratischen Republik Kongo                                                                                     |         |
| 1622   | 13. September | Situation zwischen Äthiopien und Eritrea                                                                                           |         |
| 1623   | 13. September | Situation in Afghanistan |         |
| 1624   | 14. September | Gefahren für den Frieden und die internationale Sicherheit                                                                         |         |
| 1625   | 14. September | Gefahren für den Frieden und die internationale Sicherheit                                                                         |         |
| 1626   | 19. September | Situation in Liberia |         |
| 1627   | 23. September | Situation im Sudan. Unter anderem Verlängerung der Mission UNMIS.                                                                  |         |
| 1628   | 30. September | Situation in der Demokratischen Republik Kongo                                                                                     |         |
| 1629   | 30. September | Internationaler Gerichtshof für das frühere Jugoslawien                                                                            |         |
| 1630   | 14. Oktober   | Situation in Somalia |         |
| 1631   | 17. Oktober   | Zusammenarbeit der Vereinten Nationen und regionalen Organisationen zum Erhalt und Sicherung des Friedens in regionalen Konflikten |         |
| 1632   | 18. Oktober   | Situation in der Elfenbeinküste |         |
| 1633   | 21. Oktober   | Situation in der Elfenbeinküste |         |
| 1634   | 31. Oktober   | Situation in der Westsahara |         |
| 1635   | 28. Oktober   | Situation in der Demokratischen Republik Kongo                                                                                     |         |
| 1636   | 31. Oktober   | Situation im Nahen Osten |         |
| 1637   | 8. November   | Situation im Irak |         |
| 1638   | 11. November  | Situation in Liberia |         |
| 1639   | 21. November  | Situation in Bosnien-Herzegowina                                                                                                   |         |
| 1640   | 23. November  | Situation zwischen Äthiopien und Eritrea                                                                                           |         |
| 1641   | 30. November  | Situation in Burundi |         |
| 1642   | 14. Dezember  | Situation auf Zypern |         |
| 1643   | 15. Dezember  | Situation in der Elfenbeinküste |         |
| 1644   | 15. Dezember  | Situation im Nahen Osten |         |
| 1645   | 20. Dezember  | Friedensunterstützende Maßnahmen                                                                                                   |         |
| 1646   | 20. Dezember  | Friedensunterstützende Maßnahmen                                                                                                   |         |
| 1647   | 20. Dezember  | Situation in Liberia |         |
| 1648   | 21. Dezember  | Situation im Nahen Osten |         |
| 1649   | 21. Dezember  | Situation in der Demokratischen Republik Kongo                                                                                     |         |
| 1650   | 21. Dezember  | Situation in Burundi |         |
| 1651   | 21. Dezember  | Situation im Sudan |         |